# Mark Beaufait
Mark David Beaufait (* 13. Mai 1970 in Royal Oak, Michigan) ist ein ehemaliger US-amerikanischer Eishockeyspieler, der im Verlauf seiner aktiven Karriere zwischen 1988 und 2009 unter anderem 393 Spiele für die Eisbären Berlin in der Deutschen Eishockey Liga (DEL) auf der Position des Centers bestritten hat. Mit den Eisbären gewann Beaufait, der auch fünf Spiele für die San Jose Sharks in der National Hockey League (NHL) absolvierte, insgesamt vier Deutsche Meisterschaften.

## Karriere
Beaufait begann seine Karriere im Sommer 1988 im Team der Northern Michigan University im Spielbetrieb der National Collegiate Athletic Association (NCAA), mit denen er im Frühjahr 1991 die nationale College-Meisterschaft gewann. Beim NHL Supplemental Draft 1991 wurde der Mittelstürmer schließlich als Siebter von den San Jose Sharks aus der National Hockey League (NHL) ausgewählt (gedraftet) und kam in der Saison 1992/93 bei den Kansas City Blades, dem Farmteam der Sharks, in der International Hockey League (IHL) zum Einsatz. Außerdem absolvierte der Rechtsschütze in dieser Saison seine ersten und letzten fünf Einsätze in der NHL, dabei gelang ihm auch ein Tor.

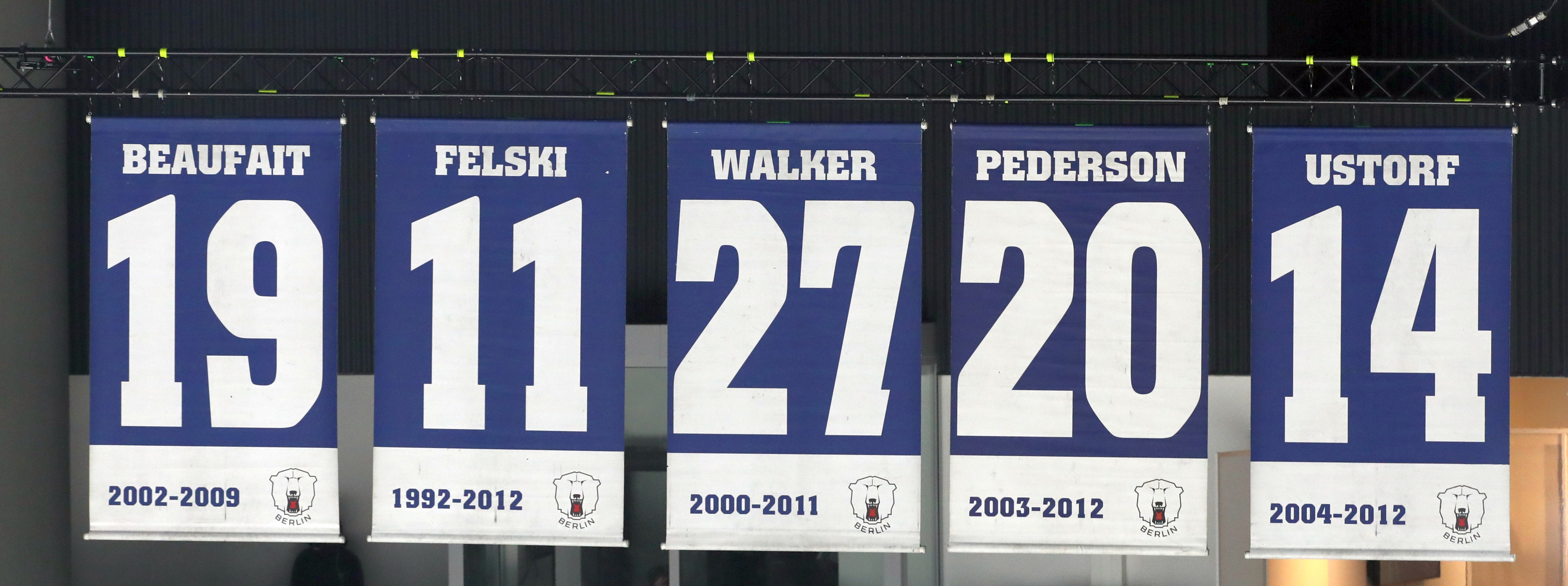
Beaufaits Trikot unter dem Hallendach der Berliner Mercedes-Benz Arena

Zur Saison 1994/95 wechselte Beaufait als Free Agent innerhalb der IHL zu den San Diego Gulls, nachdem er im Vorjahr einen Großteil des Spieljahres im US-amerikanischen Eishockeyverband USA Hockey verbracht und an den Olympischen Winterspielen im norwegischen Lillehammer teilgenommen hatte. Nach nur einem Jahr folgte ein Engagement bei den Orlando Solar Bears, mit denen er 1996 das Turner-Cup-Finale der IHL erreichte, dort aber nach Spielen mit 0:4 gegen die Utah Grizzlies verlor. In der letzten IHL-Spielzeit 2000/01 gelang ihm dann allerdings doch noch der Turner-Cup-Sieg mit den Solar Bears. Nach der Auflösung der Liga wechselte der Amerikaner zu den Houston Aeros in die American Hockey League (AHL), die er nach nur einer Saison in Richtung Berlin verließ.
Mit den Eisbären gewann der Center in den Jahren 2005 und 2006 zweimal in Folge die Deutsche Meisterschaft. Dazu kam eine Vizemeisterschaft durch das verlorene Playoff-Finale 2004 gegen die Frankfurt Lions. Schon in seiner ersten Saison in Berlin wurde Mark Beaufait Topscorer der DEL nach der Hauptrunde mit 54 Punkten. Nach der Hauptrunde der Spielzeit 2006/07 war er mit 40 Assists zweitbester Vorlagengeber der DEL hinter dem Kölner Dave McLlwain. In der Saison 2008/09 wurde der Angreifer mit den Eisbären Berlin zum vierten Mal in seiner Karriere Deutscher Meister und kündigte im Anschluss daran sein Karriereende an. Zur Ehrung seiner Verdienste für die Eisbären wurde am 2. Januar 2011 Beaufaits Rückennummer 19 unter das Hallendach gezogen und innerhalb des Vereins nicht mehr vergeben.

## Erfolge und Auszeichnungen
| - 1989 Broadmoor-Trophy-Gewinn mit der Northern Michigan University - 1991 Broadmoor-Trophy-Gewinn mit der Northern Michigan University - 1991 NCAA-Division-I-Championship mit der Northern Michigan University - 1992 Broadmoor-Trophy-Gewinn mit der Northern Michigan University - 1993 Ken McKenzie Trophy - 1997 IHL Second All-Star Team - 2001 Turner-Cup-Gewinn mit den Orlando Solar Bears - 2003 Topscorer der DEL-Hauptrunde - 2004 Deutscher Vizemeister mit den Eisbären Berlin | - 2005 Deutscher Meister mit den Eisbären Berlin - 2005 Topscorer des Spengler Cups - 2006 Deutscher Meister mit den Eisbären Berlin - 2007 Teilnahme am DEL All-Star Game - 2008 Deutscher Pokalsieger mit den Eisbären Berlin - 2008 Deutscher Meister mit den Eisbären Berlin - 2009 Deutscher Meister mit den Eisbären Berlin - 2011 Sperrung der Trikotnummer 19 durch die Eisbären Berlin |

## Karrierestatistik

### International
Vertrat die USA bei:
- Olympischen Winterspielen 1994

(Legende zur Spielerstatistik: Sp oder GP = absolvierte Spiele; T oder G = erzielte Tore; V oder A = erzielte Assists; Pkt oder Pts = erzielte Scorerpunkte; SM oder PIM = erhaltene Strafminuten; +/− = Plus/Minus-Bilanz; PP = erzielte Überzahltore; SH = erzielte Unterzahltore; GW = erzielte Siegtore; 1 Play-downs/Relegation; Kursiv: Statistik nicht vollständig)